# Lars Hunn
Lars Hunn (* 25. Mai 1999 in Aarau) ist ein Schweizer Fussballtorhüter.

## Karriere

### Vereine
Nach seinen Anfängen in der Jugendmannschaft des FC Gränichen und des SC Seengen wechselte er im Sommer 2010 in die Jugendabteilung des FC Aarau. Dort durchlief er alle Jugendmannschaften und kam am 21. Mai 2017 zu seinem Profidebüt in der Challenge League bei der 2:3-Heimniederlage gegen den FC Chiasso. Im Sommer 2018 wurde er an die zweite Mannschaft des Grasshopper Club Zürich ausgeliehen, für den er bis zur Winterpause sechs Spiele in der vierthöchsten Liga bestritt. Danach erfolgte im Winter 2019 direkt die nächste Leihe, diesmal zum FC Rapperswil-Jona, für den er ein Spiel in der Challenge League bestritt.
Im Sommer 2019 wechselte er nach Deutschland zur zweiten Mannschaft des SC Freiburg in die Regionalliga Südwest. Noch vor Saisonbeginn verletzte er sich jedoch und fiel bis zum Frühjahr 2020 aus, weshalb mit Rafael Zbinden bis Saisonende ein weiterer Torhüter verpflichtet wurde. Ab der anschliessenden Saison 2020/21 fungierte Hunn als Ersatztorhüter hinter dem neu in die Mannschaft aufgerückten Noah Atubolu. Im Sommer 2021 erreichte er mit der Mannschaft die Meisterschaft in der Regionalliga Südwest und stieg damit in die 3. Liga auf.
Im Sommer 2022 verliess Hunn die Freiburger und kehrte in die Schweiz zurück, wo ihn der Drittligist SC Kriens verpflichtete.

### Nationalmannschaften
Hunn durchlief von 2014 bis 2018 von der U15 bis zur U19 alle Juniorennationalmannschaften des Schweizerischen Fussballverbandes und wurde dabei in insgesamt 25 Spielen eingesetzt.

## Erfolge
- 2021: Aufstieg in die 3. Liga mit dem SC Freiburg II
- 2021: Meister der Regionalliga Südwest